# Ernesto Manchón
Manchón  Sánchez est un nom espagnol. Le premier nom de famille, en général paternel, est Manchón ; le second, en général maternel, souvent omis, est Sánchez.
Ernesto Manchón Sánchez,, né le 12 mai 1972 à Azuaga (Estrémadure), est un coureur cycliste espagnol. Il évolue au niveau professionnel entre 1998 et 2000 au sein des équipes Vitalicio Seguros et Costa de Almería.

## Biographie
En 1995, Ernesto Manchón représente l'Espagne au championnat du monde amateurs de Bogota, où il se classe 86e. Deux ans plus tard, il remporte notamment le Tour d'Estrémadure. Il passe ensuite professionnel en 1998 au sein de la formation Vitalicio Seguros-Grupo Generali. 
Il met un terme à sa carrière en fin d'année 2000, après une saison gâchée par une mononucléose.

## Palmarès
- 1993
  - Premio Ega Pan
- 1996
  - San Roman Saria
  - 2e étape du Tour de la Communauté aragonaise
  - 1re étape du Tour d'Ávila
- 1997
  - San Martín Proba
  - Bizkaiko Bira (es) :
    - Classement général
    - 1re et 2eb étapes

  - Premio San Pedro
  - Tour d'Estrémadure :
    - Classement général
    - 1re et 5e étapes